# Jaap Murre
Jacob Pieter "Jaap" Murre, né le 18 septembre 1929 et mort le 9 avril 2023, est un mathématicien néerlandais spécialisé dans la géométrie algébrique. Il est professeur émérite de mathématiques à l'Université de Leyde.

## Carrière
Murre est né le 18 septembre 1929 à Baarland. Dans sa petite école primaire, l'un de ses camarades de classe et amis est le botaniste Jan Zeevaart (nl). Murre étudie les mathématiques à l'Université de Leyde et en 1957, il obtient son doctorat sous la direction de Hendrik Kloosterman avec une thèse intitulée : "Over multipliciteiten van maximaal samenhangende bossen" ,. En 1959, il est nommé professeur associé (lecteur) à l'Université de Leyde. En 1961, il devient professeur de mathématiques au même institut, avec une charge d'enseignement en géométrie algébrique. Il prend sa retraite en 1994.
Murre est élu membre de l'Académie royale néerlandaise des arts et des sciences en 1971. Il est élu membre étranger de l'Académie des sciences de Turin en 2004.